# خیری نظرووا
خیری نظرووا (تاجیکی: Хайрӣ Назарова؛ ۲ ژوئیهٔ ۱۹۲۹ – ۱۰ مهٔ ۲۰۲۰) بازیگر اهل کشور تاجیکستان بود.